# Lê Hùng Việt Bảo
Lê Hùng Việt Bảo (sinh ngày 23 tháng 4 năm 1986) người Việt Nam là thí sinh đã giành hai huy chương vàng hai năm liên tiếp trong các kỳ thi Olympic Toán học Quốc tế (IMO) các năm (2003 và 2004), là một trong ba thí sinh giành huy chương vàng với số điểm tuyệt đối (42/42) IMO lần thứ 44 tại Tokyo, Nhật Bản. Anh đã được chọn là một trong 10 gương mặt trẻ xuất sắc toàn quốc năm 2003 của Việt Nam. Ba năm liền anh đạt danh hiệu sinh viên xuất sắc nhất ngành Toán toàn Đại học Cambridge, Vương quốc Anh. Hiện anh đang giữ chức vụ giáo sư dự khuyết (assistant professor) tại Đại học Northwestern.

## Tiểu sử
Lê Hùng Việt Bảo sinh ngày 23 tháng 4 năm 1986 tại Hà Nội, Việt Nam. Cha của anh là giáo sư, tiến sĩ khoa học ngành Toán học Lê Hùng Sơn, người huyện Diễn Châu, tỉnh Nghệ An. Mẹ của anh là tiến sĩ Phạm Thị Việt Uyển. Gia đình anh có hai anh em trai. Anh của anh là Lê Hùng Việt hiện đang công tác tại Cơ quan đại diện Hàng không quốc gia Việt Nam ở Đức.
Ngay từ nhỏ, anh đã bộc lộ khả năng toán học của mình. Trong thời gian sống cùng cha mẹ tại Đức, anh đã từng đoạt giải nhất kỳ thi Toán của trường. Đến năm lớp 5 thì về Việt Nam và học tại trường Tiểu học Lê Văn Tám (phường Bách Khoa - Quận Hai Bà Trưng, Hà Nội). Anh đã làm thầy giáo dạy toán của trường tiểu học Lê Văn Tám kinh ngạc mỗi khi anh hoàn thành tới 20 bài tập ngay trong buổi nhập học.
Từ năm 1997 đến năm 2001, anh học trường Trung học cơ sở chuyên Nguyễn Trường Tộ.
Từ năm 2001 đến năm 2004, anh học lớp chuyên Toán trường Trung học phổ thông chuyên Khoa học Tự nhiên, Đại học Quốc gia Hà Nội
Năm 2004, anh được tuyển thẳng vào lớp "Cử nhân Toán tài năng" của Trường Đại học Khoa học Tự nhiên, Đại học Quốc gia Hà Nội.
Năm 2008, anh tốt nghiệp ngành Toán Đại học Cambridge, nước Anh.
Tháng 3 năm 2014, Lê Hùng Việt Bảo tốt nghiệp tiến sĩ tại Đại học Harvard (ở Cambridge, Massachusetts, Hoa Kỳ) với luận án: ''Modularity of some elliptic curves over totally real fields'' dưới sự hướng dẫn của giáo sư Richard Taylor.

Năm 2016, anh lọt vào danh sách 30 under 30 Asia của tạp chí Forbes.
Từ năm 2015 đến năm 2017, anh là L.E. Dickson Instructors (đây là một chức danh ở trường Đại học Chicago dành cho người sắp, hoặc vừa mới hoàn thành luận án tiến sĩ) tại khoa toán Đại học Chicago, Hoa Kỳ
Từ tháng 9 năm 2017 đến tháng 7 năm 2018, anh được mời làm việc tại Viện Nghiên cứu Cao cấp Princeton.
Hiện anh đang giữ chức vụ phó giáo sư (associate professor) tại Đại học Northwestern.

## Giải thưởng
1. Giải nhất cuộc thi của Báo Toán học và Tuổi trẻ
2. Giải nhì toán lớp 9 thành phố Hà Nội
3. Năm 2003, anh đã đạt Giải ba toán quốc gia lớp 12 khi đang học lớp 11. Hai năm học lớp 10 và lớp 11 tại khối chuyên toán tin trường Trung học phổ thông chuyên Khoa học Tự nhiên, Đại học Quốc gia Hà Nội, điểm tổng kết trung bình của anh đạt trên 9,0. Cũng trong năm này, anh đoạt Huy chương vàng Olympic Toán quốc tế với số điểm tuyệt đối (42/42) tại Nhật Bản. Anh được chọn là một trong 10 gương mặt trẻ tiêu biểu toàn quốc và được nhận bằng khen của Thủ tướng chính phủ Việt Nam Phan Văn Khải, được Chủ tịch nước Trần Đức Lương khen và tặng quà.[7]
4. Năm 2004: Huy chương vàng Olympic Toán quốc tế tại Hy Lạp (36/42 điểm).
5. Ba năm liền anh giành danh hiệu sinh viên xuất sắc nhất ngành toán trong toàn Đại học Cambridge.[5]
6. Ông là người đoạt giải Chủ tịch Xuất sắc của FSMP năm 2024

## Nghiên cứu khoa học
Anh quan tâm đến hình học của các không gian moduli của các biểu diễn Galois.
Danh mục bài báo khoa học đã xuất bản của Lê Hùng Việt Bảo:
- Weight elimination in Serre type conjectures, arxiv:1610.04819, 32 trang (với Daniel Le và Brandon Levin).
- Serre weight conjectures and Breuil's lattice conjecture in dimension three, arxiv:1608.06570, 102 trang (với Daniel Le, Brandon Levin và Stefano Morra).
- Potentially crystalline deformation rings and Serre weight conjectures: Shapes and Shadows, arxiv:1512.06380, 89 trang (với Daniel Le, Brandon Levin và Stefano Morra).
- Level raising mod 2 and arbitrary 2-Selmer ranks, Compositio Mathematica, 152 (2016) no.8, 1576-1608 (với Chao Li).
- On the image of complex conjugation in certain Galois representations, Compositio Mathematica, 152 (2016) no.7, 1476-1488 (với Ana Caraiani).
- Elliptic curves over real quadratic fields are modular, Inventiones Mathematicae 201 (2015), 159-206 (với Nuno Freitas và Samir Siksek).
- Averarge size of 2-Selmer groups of elliptic curves over function fields, Mathematical Research Letters 21 (2014) no.6, 1305-1339 (với Hồ Phú Quốc[12] và Ngô Bảo Châu).